# Electronic Service Guide
Guía electrónica de servicios o ESG (siglas en inglés de electronic service guide) es una de las múltiples prestaciones que ofrece hoy en día un sistema de radiodifusión, pero en este caso, enfocado para terminales móviles. En ella encontramos, información de los servicios disponibles en cada momento. A través de esta información, el usuario puede seleccionar los servicios multimedia que desee ver antes de comprarlos y luego, almacenarlos en su terminal. En una ESG, además, podemos realizar una búsqueda exhaustiva seleccionando diferentes temáticas: deportes, series, películas, informativos, juegos, radio, videoclips. O incluso cuando se trata de un capítulo de una serie, nos muestra una sinopsis del mismo.

## Cómo funciona la ESG
Las operaciones de la ESG, tienen lugar después de que el receptor DVB-H haya empezado a estar en funcionamiento. Entonces, el móvil se sincroniza con un Transport Stream, el cual lleva los servicios IPDC. A través en la información mostrada en la ESG, mediante una aplicación, el usuario podrá seleccionar el servicio que desee.
La ESG también proporciona información al terminal para que se conecte a un IP Stream encapsulado en el Transport Stream del DVB-H.
Las operaciones de la ESG se desglosan en tres operaciones principales:
- ESG bootstrap: son las operaciones a través del cual la termnial sabe que ESGs están disponibles y como adquirirlos.
- ESG acquisition: son las operaciones a través del cual el terminal recoge y procesa la información de la ESG por primera vez o después de un largo tiempo sin necesidad de conectarse.
- ESG update: es la operación a través de la cual el terminal actualiza la información de la ESG almacenada en el terminal con las últimas versiones.

Una vez que el terminal se ha conectado a un Transport Stream del DVB-H válido, que ofrezca servicios IPDC en una plataforma IP, este recibirá de las tablas MPEG-PSI, la ubicación (PID) donde este localizada la dirección IP conocida. A partir de la información de la ESG bootstrap, el terminal puede calcular cuántas ESG están disponibles en esa IP y cuáles son las ESG relevantes para el consumo y la información necesaria para configurar la sesión de la ESG seleccionada.
Una vez que el terminal situado en el IP Stream de la ESG seleccionada, se puede iniciar la sesión de entrega de archivos en el terminal y el procesamiento de la ESG. A continuación, el terminal puede empezar a recibir la información de la ESG

## Arquitectura de la red
Como se muestra en la imagen inferior, los servicios avanzados requieren ser tratados, en el lado de la red, un servidor de ESG específico, que edita y entrega metadatos
y, por el lado del terminal, un motor de ESG específico que recoge e interpreta los metadatos.
Publicación de anuncios
La publicación de anuncios es proporcionada por una compañía de publicidad móvil. Generalmente se utiliza un servidor para poner en práctica la campaña de publicidad con respecto a parámetros de destino diferentes, tales como la programación de tiempo, el género de programas o canales, la tipología de los grupos de usuarios, etc.
Agregación de la ESG
Los anuncios y sus metadatos asociados se insertan en una herramienta de agregación de la ESG en el que se fusiona con los datos de la ESG que describen el contenido. Más específicamente, un servidor se utiliza para importar, agregar, transformar, validar y enriquecer la localización de la ESG con estos anuncios. Este paso tan importante permite asociar los anuncios a una mejor ubicación en la ESG, sobre la base de algunos algoritmos de correspondencia. La resultante ESG, la combinación de contenidos estrechamente unida y anuncios, se transfiere a las redes de entrega. El proceso de división entre las redes broadcast y unicast es uno de los elementos clave de todo el sistema, ya que permite administrar el ancho de banda, las cargas de los servidores y, finalmente, la experiencia general del usuario final. Debe estar cuidadosamente organizado para asegurar la coherencia y la sincronización de los datos a través de las diferentes redes.
Entrega de la ESG
El servidor de transmisión ESG publica ESGs, fragmenta, codifica y comprime los metadatos XML, y finalmente gestiona la optimización del ancho de banda y actualizaciones de la ESG. Este proceso de broadcast de la ESG asegura que los anuncios nacionales, regionales y contextuales se entreguen. 
En paralelo a este proceso, la ESG se entrega a un único usuario final para proporcionar anuncios personalizados, si es necesario. Este canal de retorno es unicast y puede ser de 2.5 G (EDGE), 3G (UMTS), 3.5 G (HSDPA), etc. 
El servidor unicast del ESG asegura la entrega de varios tipos de anuncios interactivos y asegura la coherencia con los datos enviados a través de la red de difusión.
Motor de ESG
Este motor de ESG es capaz de tratar ESGs con las consultas de las redes broadcast y unicast; muestra estos anuncios interactivos cuando es necesario, y finalmente muestra por la pantalla del dispositivo varios tipos de anuncios. Gracias a la inteligente gestión de los metadatos, el motor de ESG es capaz de ofrecer anuncios a la interfaz gráfica del usuario en el momento oportuno y en el contexto adecuado.